# Pierre Basieux
Pierre Basieux (* 1944 in Wien, Österreich; † 2016) war ein belgischer Mathematiker und Sachbuchautor mit Schwerpunkt auf der Spieltheorie.

## Leben
Basieux wuchs in der Steiermark und in Namur auf. Er studierte Mathematik mit den Nebenfächern Theoretische Physik und Philosophie an den Universitäten München und Graz und promovierte zum Dr. phil. mit einer Arbeit über Operations Research und Spieltheorie. Er legte zugleich auch sein Philosophicum ab.
Nach seiner Universitätsausbildung arbeitete er zunächst von 1975 bis 1977 als Gymnasiallehrer auf der Nordsee-Insel Langeoog. Anschließend arbeitete er für verschiedene Schweizer Unternehmen, u. a. als Logistik-Vorstand. Seit 1995 war er als freier Buchautor und Unternehmensberater tätig.
Bekannt war Basieux auch als professioneller Glücksspieler, insbesondere bei dem Spiel Roulette. So hatte er mit 21 Jahren ein Berechnungssystem entwickelt, mit dem er 70.000 DM gewann. Durch Beobachtung des Kugellaufs und der Drehgeschwindigkeit des Roulettekessels erzielte er 1983 im Spielcasino von Bad Wiessee einen Gewinn von 185.000 DM, worauf ihm die Casinoleitung Hausverbot erteilte.
Er war Mitglied im Beirat der Giordano-Bruno-Stiftung.

## Werk (Auswahl)
- Roulette – Die Zähmung des Zufalls. Printul-Verlag 1987. ISBN 3925575243
- mit Jacques Thiele: Roulette im Zoom – Anatomie des Kugellaufs. Printul-Verlag 1989. ISBN 3925575200
- Die Welt als Roulette – Denken in Erwartungen. Rowohlt Verlag 1995. ISBN 3499197073
- Abenteuer Mathematik – Brücken zwischen Wirklichkeit und Fiktion. Rowohlt Verlag 1999. ISBN 382742884X
- Faszination Roulette – Phänomene und Fallstudien. Printul Verlag 1999. ISBN 3925575286
- Die Top Ten der schönsten mathematischen Sätze. Rowohlt Verlag 2000. ISBN 3499608839
- Die Architektur der Mathematik – Denken in Strukturen. Rowohlt Verlag 2000. ISBN 3499611198
- Die Zähmung der Schwankungen. Printul Verlag 2003. ISBN 3925575316
- Die Top Seven der mathematischen Vermutungen. Rowohlt Verlag 2004. ISBN 3499619326
- Die Welt als Spiel – Spieltheorie in Gesellschaft, Wirtschaft und Natur. Rowohlt Verlag 2008. ISBN 9783644440210
- Roulette – Glück und Geschick. Springer Spektrum 2012. ISBN 3827429927